# علامة غوديل
في الطب، علامة غوديل هي دليل على الحمل. وهي عبارة نعومة معتبرة في الجزء المهبلي لعنق الرحم بسبب زيادة الأوعية الدموية. هذه الأوعية الدموية هي نتيجة لتضخم واحتقان الأوعية تحت الرحم المتزايد في الحجم. تحدث تلك العلامة عند الأسبوع الرابع من الحمل تقريبًا
تم تسمية العلامة على اسم طبيب النساء ويليام غوديل

## وصلات خارجية
- علامة غوديل في موقع pregnancytoday.com